# Grégoire V de Constantinople
 (juin 2025).
Grégoire V de Constantinople (en grec Γρηγόριος Ε΄) est un saint orthodoxe, qui fut patriarche de Constantinople du 19 avril 1797 au 18 décembre 1798, puis du 23 septembre 1806 au 10 septembre 1808, enfin du 14 décembre 1818 au 22 avril 1821.

## Biographie

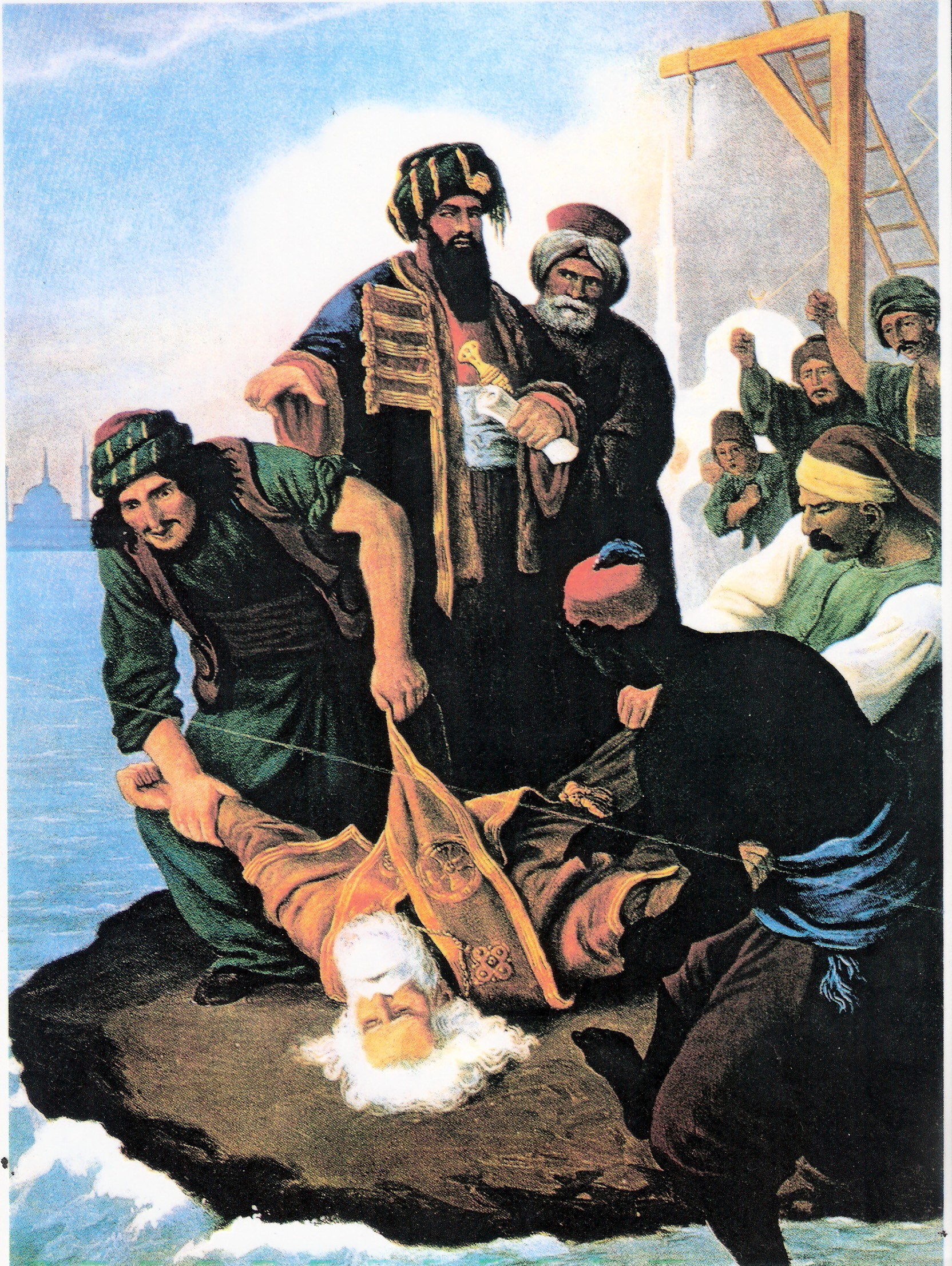
Le corps de Grégoire V jeté dans le Bosphore par des soldats ottomans. Illustration de Peter von Hess.

Il naît en 1746 dans une famille pauvre de Dimitsana dans le Péloponnèse, et se nommait Georgios Angelopoulos dans le civil.
Devenu moine sous le nom de Gregorios, il achève des études de philosophie et de théologie au  monastère Saint-Jean-le-Théologien de Patmos, puis se rend à Smyrne où il est ordonné diacre en 1775, puis prêtre quelques années plus tard[source insuffisante].
En 1785, il devient Métropolite de Smyrne, un siège épiscopal qu'il occupe pendant douze ans, jusqu'à son élection comme patriarche de Constantinople en 1797 : un poste sensible et dangereux, car dans le système ottoman des communautés confessionnelles, le Patriarche est considéré par les Turcs comme responsable de l'obéissance de tous ses fidèles à l'Empire.
Moins d'un an plus tard, en 1798, il est destitué et exilé sur ordre de la Sublime Porte dans le monastère d'Iveron, au Mont Athos. Sa destitution est probablement due à des calomnies portées à son encontre auprès du Sultan. Il est rappelé au Patriarcat en 1806, à nouveau destitué deux ans plus tard, et réélu Patriarche en 1818 pour la troisième fois. Lorsque l'insurrection des Grecs dans le Péloponnèse éclate en 1821, Grégoire V tente d'apaiser la répression mise en place par les autorités ottomanes et d'éviter les représailles contre les Grecs de Constantinople mais le Sultan Mahmoud II n'en a cure et le blâme pour ne pas avoir empêché cette insurrection.
Le 22 avril 1821 (10 avril d'après le calendrier julien), jour de Pâques, Grégoire V est arrêté sur ordre de Mahmoud II, accusé de complicité avec les rebelles et pendu au portail du Patriarcat, où sa dépouille reste ensuite exposée trois jours durant, après quoi elle est traînée dans les rues et jetée dans le Bosphore,, où elle est recueillie par des marins grecs à bord du navire de l’armateur Nicolas Sklavos battant pavillon russe, puis embaumée et emmenée à Odessa pour y être inhumée avec les honneurs,.
En 1871, la relique est transportée à Athènes, et depuis conservée à la Cathédrale d'Athènes. Grégoire V est canonisé comme martyr en 1921, exactement un siècle après sa mort. Sa mitre est conservée à Santorin, au monastère du Prophète Élie,.
Le poète Aristotelis Valaoritis a composé un panégyrique pour l'inauguration de sa statue à Athènes en 1872.